# Arturo Gumersindo Centeno
Arturo Gumersindo Centeno (m. 2008) fue un militar argentino perteneciente al Ejército, que se desempeñó como comandante de distintas unidades durante el terrorismo de Estado de la última dictadura cívico-militar argentina (1976-1983).
Entre 1977 y 1978 fue comandante de la IV Brigada de Infantería Aerotransportada y jefe del Área 311 (con responsabilidad en la Provincia de Córdoba). Como tal, tuvo bajo su control los centros clandestinos de detención instalados en la provincia, tales como «La Perla», «La Ribera», el D-2 de la Policía de la Provincia de Córdoba, el Destacamento de Inteligencia 141 «Grl. Irribarren», la Unidad Penal 1 y la Casa de la Dirección General de Hidráulica del Dique San Roque, entre otros.
Posteriormente en 1979 fue titular de la Jefatura I-Personal del Estado Mayor General del Ejército y en 1980 fue jefe III-Operaciones del mismo Estado Mayor. Murió impune en 2008, poco antes de llegar a ser enjuiciado por sus crímenes de lesa humanidad.